# ایستگاه قطار شهری سی و سه پل
ایستگاه قطار شهری سی و سه پل یکی از ایستگاه‌های خط ۱ متروی اصفهان است که در مرکز اصفهان و در امتداد خیابان چهارباغ بالا درست در جنوب زاینده‌رود واقع شده‌است. ایستگاه بعدی در ضلع شمالی ایستگاه انقلاب و در ضلع جنوبی ایستگاه شریعتی است.